# Cella memoriae

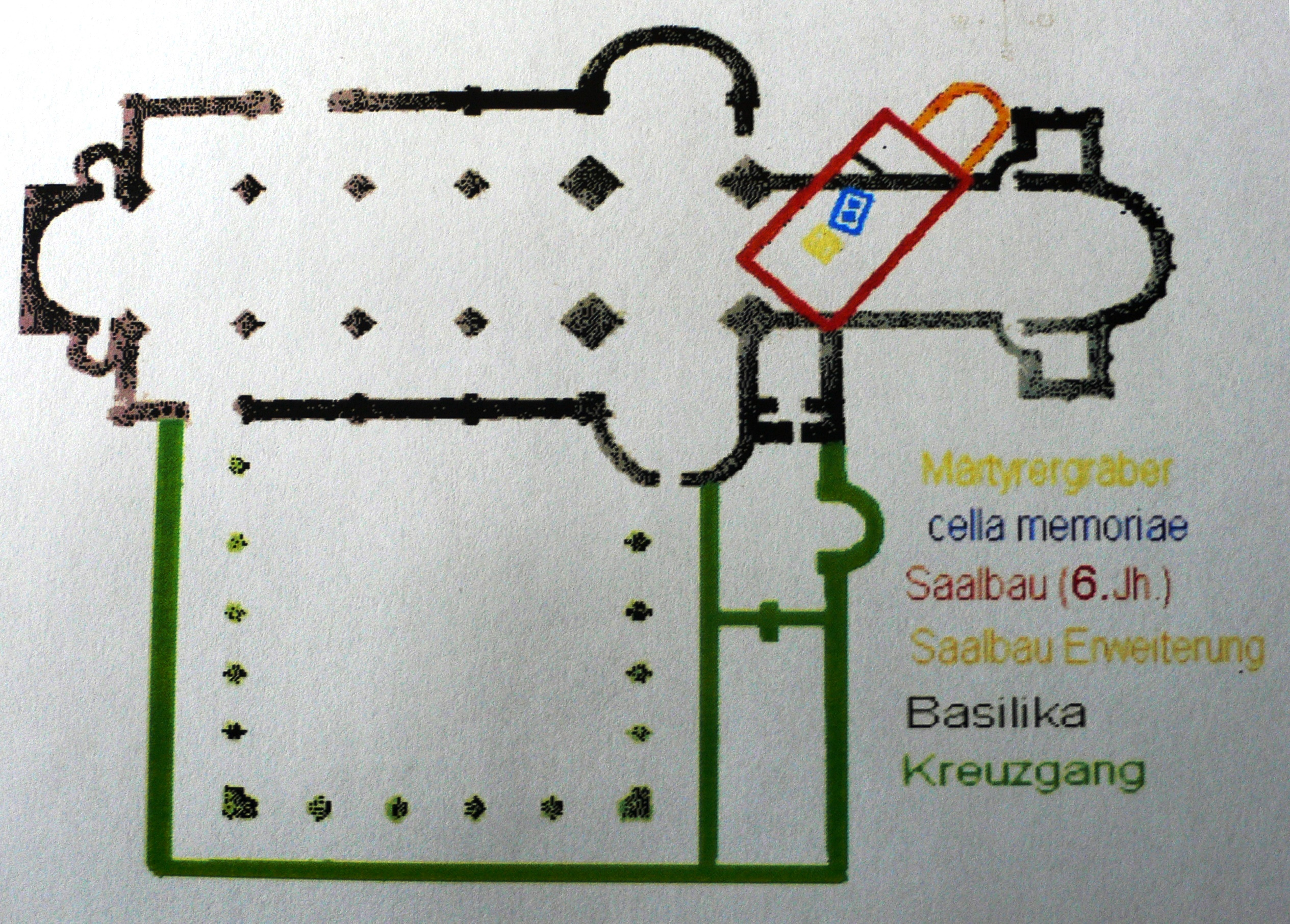
Cella memoriae ante las tumbas de los mártires en la iglesia de salón del en Bonn.

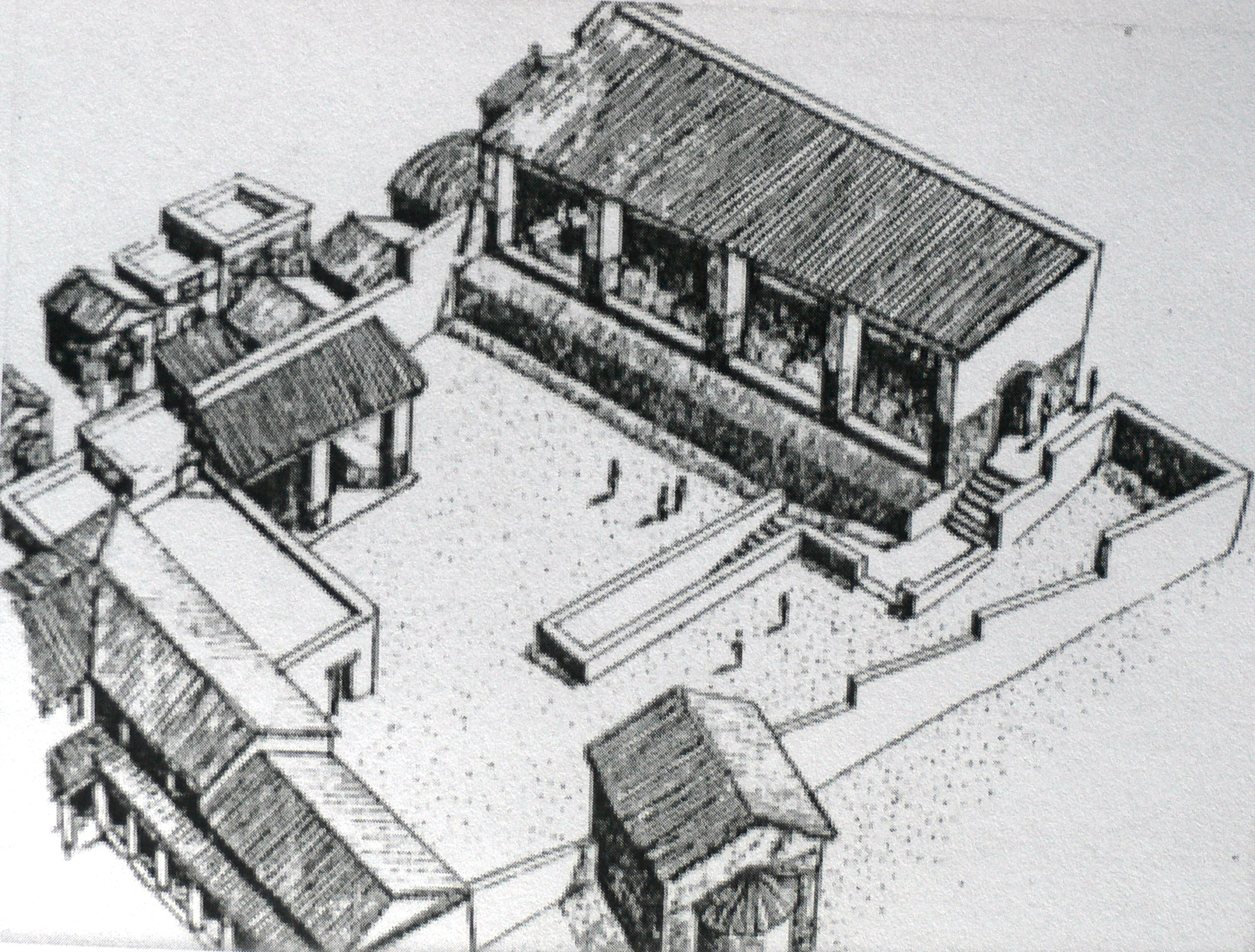
Memoria Apostolorum (c. 260) bajo la Basílica de San Sebastián de las Catacumbas de la Vía Apia.

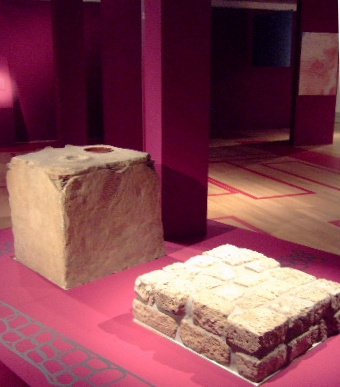
Restos de la cella memoriae del área de la catedral de Bonn.

Una cella memoriae (del latín, "sala de la "memoria (lugar)" o "sala del recuerdo"), en arquitectura, es un pequeño edificio, una capilla erigida sobre una o varias tumbas por los primeros cristianos de Occidente como dedicación a la memoria de los difuntos allí enterrados y la celebración de sus aniversarios. 
Estas edificaciones, a modo de templetes, fueron también utilizadas por los paganos con el mismo fin. Sin embargo, en el caso de los mártires cristianos, estas capillas, ya sea por encima o por debajo del suelo, se suelen llamar martyria  (en singular, martyrium, "testimonio") o confessiones. Eran indicativas de que existían reliquias que gozaban de especial veneración.
En un principio, la capilla, aislada, se edificaba al aire libre, sobre las cristianas u otros lugares dedicados a espacios funerarios. Se erigía con una planta cuadrada o rectangular, usualmente con uno, tres o cuatro, usualmente con uno, tres o cuatro ábsides. Lo más común era con uno o tres ábsides, denominándose entonces de planta trebolada.
En la época de persecuciones estos espacios de veneración, al estar junto a lugares de enterramiento y, por tanto, alejados de lugares habitados, ofrecían un espacio discreto donde continuar con la eucaristía y las reuniones de fieles. En la época de tolerancia del cristianismo, estas capillas servían para recibir ofrendas conmemorativas y votivas y celebrar las ceremonias de culto. Sin embargo, con el Edicto de Milán (313), tras la libertad de culto de las religiones, incluida la cristiana, este tipo de construcción ya no tiene razón de ser, dejando paso a la reutilización de las antiguas basílicas romanas, más grandes, y la construcción de nuevas basílicas que se preparan para realizar allí todo tipo de culto cristiano.
Solo se pueden reconstruir arqueológicamente, ya que fueron abandonados en época temprana y cayeron en mal estado o sirvieron como base de grandes edificios e iglesias, encontrándose debajo de sus cimientos, principalmente en medio de la cripta y donde el altar principal. 
Estas cellas se consideran el antecedente arquitectónico del presbiterio. La basílica cristiana genérica puede decirse que es el resultado de la fusión de dos construcciones preconstantinianas: de una parte el titulus o casa patricia como cuerpo del edificio y lugar de reunión, y la cella memoriae para la cabecera.
La construcción de este tipo que dio lugar a una de las basílicas más importantes del mundo cristiano es la del apóstol Pablo. Con el fin de las persecuciones contra el cristianismo y la promulgación de los edictos de tolerancia, a comienzos del siglo del IV, el emperador Constantino mandó realizar excavaciones en los lugares de la cella memoriae donde los cristianos veneraban la memoria del Apóstol San Pablo, decapitado entre el año 65 y el 67, bajo Nerón. Sobre esta tumba, situada en la Vía Ostiense, a unos dos kilómetros de la muralla aureliana que rodeaba Roma, mandó levantar una Basílica, que el Papa Silvestre consagró en el 324. Su tumba fue enseguida objeto de veneración, un lugar donde, durante estos siglos de persecución, iban a rezar los fieles y los peregrinos.